# 9420 Дьюар
9420 Дьюа́р (9420 Dewar) — астероїд головного поясу, відкритий 14 грудня 1995 року.
Тіссеранів параметр щодо Юпітера — 3,604.